# Królewiec (województwo mazowieckie)
Królewiec – wieś sołecka w Polsce położona w województwie mazowieckim, w powiecie mińskim, w gminie Mińsk Mazowiecki.  W okresie okupacji niemieckiej nosił nazwę Karlshof. Leży na północ od Mińska Mazowieckiego, jego zabudowa jest przedłużeniem zabudowy miasta (np. domy z dwóch stron różnych ulic leżą w Mińsku i w Królewcu). Wraz ze Stojadłami, Arynowem, Wólką Mińską, Karoliną i Starą Niedziałką znalazł się w obrębie obwodnicy miasta.
| SIMC    | Nazwa          | Rodzaj    |
| ------- | -------------- | --------- |
| 0681804 | Nowy Królewiec | część wsi |

Znajdują się tu m.in. kościół oraz kilka zakładów produkcyjnych. Swoją siedzibę ma tu Spółdzielnia Kółek Rolniczych w Mińsku Mazowieckim z/s w Królewcu, w której posiadaniu jest także hotel z 89 miejscami noclegowymi.
W latach 1975–1998 miejscowość administracyjnie należała do województwa siedleckiego.
Wieś jest siedzibą rzymskokatolickiej parafii Matki Bożej Jasnogórskiej w Królewcu. 

## Szkoła Podstawowa
Na terenie miejscowości istniała nieistniejąca już szkoła podstawowa. Powstała na początku XX wieku i istniała do utworzenia Szkoły Podstawowej nr 5 w Mińsku Mazowieckim przy ulicy Małopolskiej, do której została włączona. W okresie swojego istnienia oferowała naukę w klasach I-IV. Początkowo znajdowała się na placu, którego właścicielem był Stanisław Chmiel zaś nauczania dokonywał jeden nauczyciel. W okresie przed II wojną światową szkoła mieściła się w mieszkaniu Eugeniusza Flago, w okresie okupacji w domu Piotra Drożdża, zaś po wyzwoleniu w budynku poniemieckim. Młodzież uczyła się w tym ostatnim budynku w latach 1945–1972. Był to budynek z czerwonej cegły. na parterze posiadał cztery pomieszczenia, z czego jedno było wykorzystywane jako sala lekcyjna, dwa jako mieszkanie nauczyciela, jedno jako skład opału. Na górze dwa lokale zajmowała rodzina woźnego. Przed budynkiem od strony południowej znajdował się taras, a sam budynek otoczony był zielenią - od zachodu i południowego wschodu znajdował się sad owocowy, od strony północnej rosły brzozy i świerki. Poza ogrodzeniem znajdował się las sosnowo-brzozowy o powierzchni ok. 1 ha. Od 1985 roku w związku ze zmianami granic miasta Mińsk Mazowiecki znalazł się wraz z przylegającymi terenami na jego terytorium.
Liczba dzieci pobierających naukę w tej szkole wahała się w granicach od 35 do 48. Po ukończeniu czwartej klasy uczniowie uczęszczali do szkół podstawowych w Mińsku Mazowieckim lub Brzózem.

## Cmentarz Ewangelicki
Cmentarz znajduje się ok. 350 metrów na północ od asfaltowej drogi przebiegającej przez Królewiec, przy drodze polnej. Otoczony jest łąkami i terenami uprawnymi. Został założony przez kolonistów niemieckich w okresie ich obecności na tych ziemiach od 1845 roku. Służył do grzebania ciał mieszkańców Karlshofu (ówczesna nazwa Królewca), a z relacji mieszkańców wynika, że przywożono tu również ciała mieszkańców Tyborowa, Marianki i innych pobliskich miejscowości. Do dziś zachowały się cztery nagrobki wykonane z piaskowca, granitu, metalu i betonu. Po większości zachowały się już tylko szczątki, z których ciężko odczytać jakiekolwiek dane dotyczące osób tu pochowanych. Wiadomo, że przed 1939 na cmentarzu było kilka rzędów mogił, część jedynie z drewnianymi krzyżami, jednak ich dokładna liczba nie jest znana. Obecnie (2019) cmentarz jest zadbany dzięki działaniom lokalnej społeczności.